# Гутман, Рой
Рой Уильям Гутман (англ. Roy William Gutman, 5 марта 1944 года) — американский писатель и журналист, лауреат Пулитцеровской премии 1993 года за «репортажи, раскрывшие зверства и нарушения прав человека в Хорватии, Боснии и Герцеговине».

## Биография
Рой Уильям Гутман родился в Нью-Йорке в 1944 году. В возрасте двадцати двух лет он получил степень бакалавра исторических наук в Хаверфорд Колледже, позднее — степень магистра международных отношений в Лондонской школе экономики. В 1968 году он занял позицию репортёра в восточно-немецком филиале United Press International. Через три года его отправили в командировку в Германию, где вскоре он перешёл в филиал Reuters.
Проработав некоторое время в Лондоне, к 1976 году Гутман получил позицию национального репортёра в Вашингтоне. Когда редакция Reuters попыталась отправить Гутмана в Москву, консульство Советского Союза отказало тому в визе. И в 1981-м корреспондента назначили директором филиала информационного агентства в районе Капитолийского холма. Через год Гутман перешёл в штат Newsday, чтобы освещать темы, связанные с национальной безопасностью.
В 1990 году журналиста направили в Германию, где он возглавлял отделение Newsday в Бонне в течение четырёх лет. В этой позиции он освещал смену режимов в Польше и Чехословакии, падение Берлинской стены и объединение Германии, первые демократические выборы в бывшем Восточном блоке и сопровождавшийся насилием распад Югославии, а также нарушения прав человека в Хорватии, Боснии и Герцеговине. Хотя власти первоначально опровергали информацию, материалы Гутмана помогли раскрыть правду об этнических чистках. Он также был первым, кто опубликовал документально подтверждённые сведения о сербских концентрационных лагерях. В 1993 году за свои статьи репортёр получил Пулитцеровскую премию за международный репортаж.
В 2010-х годах Гутман около пяти лет писал для издания McClatchy и в качестве руководителя багдадского и стамбульского бюро освещал события в Южной Европе и регионе Персидского залива. Так, в 2013 году он разделил Hаграду Джорджа Полка с коллегами из McClatchy за освещение Гражданской войны в Сирии. С 2016 года журналист сосредоточился на фрилансерской деятельности, писал для The Daily Beast и выступал с лекциями. Кроме того, в разные годы Рой Гутман выступал младшим научным сотрудником Вашингтонского института и старшим научным сотрудником Королевского института United Services Institute в Лондоне.

## Книги и награды
Параллельно работе в Newsday Гутман работал над своей книгой «Банановая дипломатия: формирование американской политики в Никарагуа» (англ. Banana Diplomacy: The Making of American Policy in Nicaragua), опубликованной в 1988 году. По версии New York Times, работа вошла в список «200 лучших книг года», а литературный журнал Times Literary Supplement назвал её лучшей американской книгой года.
В 1993 году Гутман выступил соавтором работы «Свидетель геноцида» (англ. A Witness to Genocide). В 2007-м совместно с Дэвидом Риффом и Энтони Дворкином журналист выпустил второе издание книги «Военные преступления: что общественность должна знать» (англ. Crimes of War: What the Public Should Know). В начале 2008 года вышла четвёртая работа Гутмана «Как мы упустили историю, Усама бен Ладен, Талибан и захват Афганистана» (англ. How We Missed the Story, Osama Bin Laden, the Taliban, and the Hijacking of Afghanistan).
Названный в 1990 году журналом Utne Reader одним из «50 провидцев, которые меняют мир», Гутман получил в 2010-м статус почётного горожанина Сараево и ключ от города. Также журналист отмечен:
- Премией за права человека для СМИ, Международная лига прав человека[англ.] (1992);
- Премией Селдена Ринга[англ.], Школа журналистики Университета Южной Калифорнии (1993);
- Премией Джорджа Полка (1993);
- Наградой Хейвуда Брауна[англ.] (1993);
- Национальной премией Клуба Хедлайнеров (англ. National Headliners Club Award);
- Премией Хэла Бойла[англ.] Зарубежный пресс-клуб[англ.] (1993);
- Наградой выпускникам за выдающиеся общественные достижения (1994);
- Премией Эдгара Аллана По, Ассоциация корреспондентов Белого дома (2002)[10];
- Национальной премией Клуба Хедлайнеров, Общество азиатских издателей (2003)[10]
- Книжной премией Артура Росса (2016)[7];
- Премией Фрэнсиса Шаттака[англ.] за безопасность и мир (2018)[4].

## Критика
В опубликованной в 2005 году книге «Чистка СМИ: грязная репортажная журналистика и трагедия в Югославии» (англ. Media Cleansing: Dirty Reporting Journalism & Tragedy in Yugoslavia) журналист Питер Брок обвиняет Гутмана в использовании незначимых источников и оперирование «достоверными слухами» во время написания отмеченных Пулитцеровской премией статей.